# Berendonk
Den Berendonk is een landelijk gehucht van de Kempense gemeente Arendonk. Berendonk ligt vanuit het centrum gezien aan de linkerzijde van de weg naar Retie. Het is in feite het begin van de industriezone Hoge Mauw in Arendonk. Ook het containerpark is bijvoorbeeld te vinden in Berendonk (tevens de naam van de straat).
De Berendonkse hoeve, voor het eerst vermeld in 1368, was sinds 1373 in het bezit van de abdij van Postel. De huidige hoevegebouwen dateren van 1756 en werden in 1976 beschermd als monument.
Het woord beer slaat waarschijnlijk op een mannetjesvarken, op een kering of op slijk of mest.